# 龙斯奈
龙斯奈（法語：Roncenay，法語發音：[ʁɔ̃snɛ]）是法国奥布省的一个市镇，位于该省中部偏南，属于特鲁瓦区和特鲁瓦香槟都会城市圈公共社区，其市镇面积为3.82平方公里，2022年1月1日时人口数量为170人。
龙斯奈是特鲁瓦香槟都会城市圈公共社区的组成部分，位于特鲁瓦市区以南大约9公里。

## 行政
龙斯奈的邮政编码为10320，INSEE市镇编码为10324。

## 地理

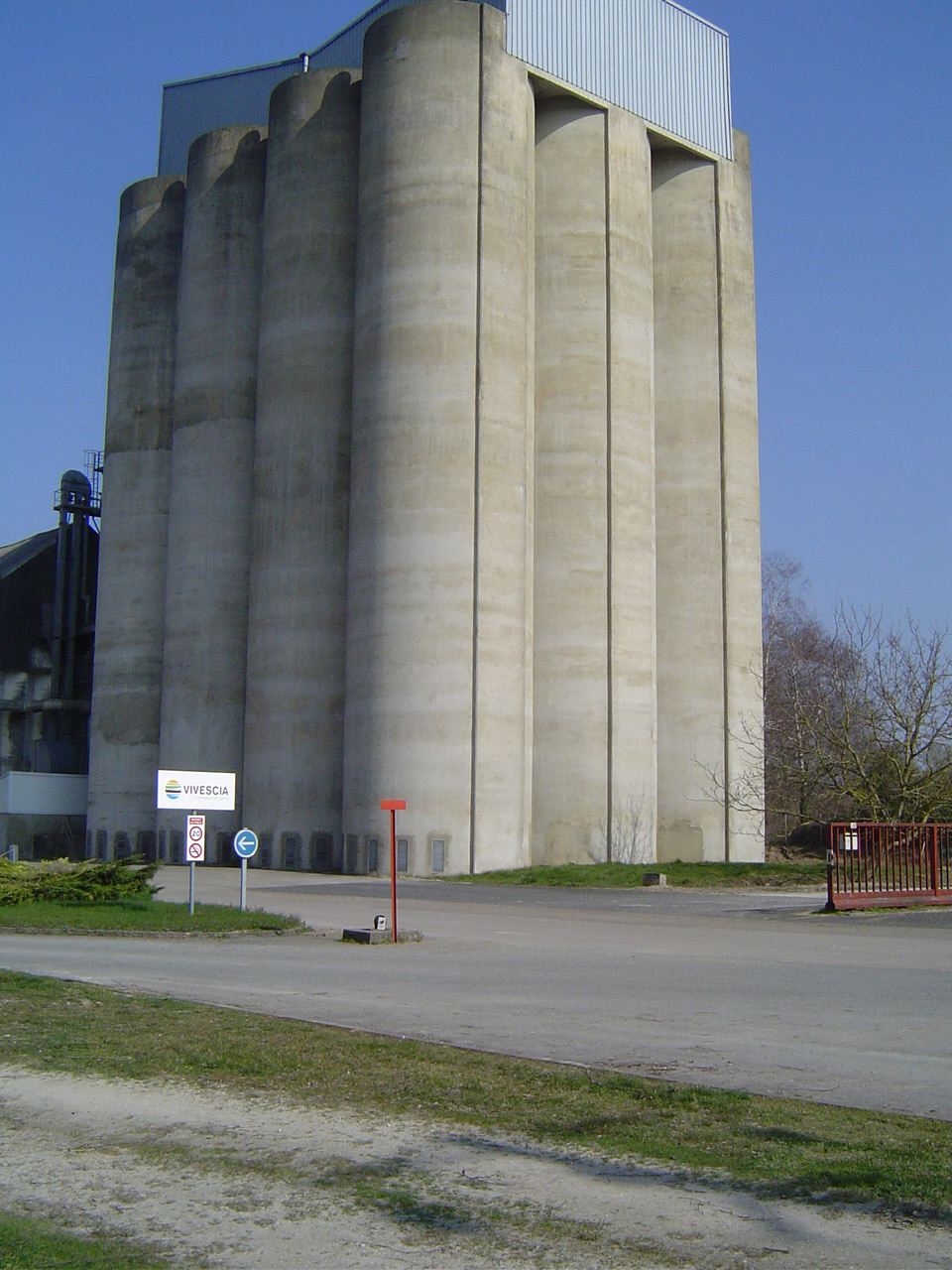
龙斯奈的一处储存塔

龙斯奈（48°11'59"N, 4°3'4"E）位于法国中北部偏东，大东部大区西南部和奥布省中部偏南。
与龙斯奈接壤的市镇包括：阿瑟奈、布伊、圣让德博讷瓦勒、圣普昂日、维勒默勒伊、维伊勒马雷沙勒。
龙斯奈属于塞纳河流域，境内地势平坦。
按照柯本气候分类法，龙斯奈属于温带海洋性气候，全年温差较小，降水分布均匀。

## 历史
龙斯奈历史上长期为一普通村落，二战后人口略有增加。

## 交通
省道D109线和D190线在龙斯奈镇中心交汇。

## 政治
现任龙斯奈市长为帕特里克·菲诺先生（Patrick Finot）。

## 人口
| 年份   | 1936 | 1946 | 1954 | 1962 | 1968 | 1975 | 1982 | 1990 | 1999 | 2004 | 2009 | 2014 | 2017 |
| ------ | ---- | ---- | ---- | ---- | ---- | ---- | ---- | ---- | ---- | ---- | ---- | ---- | ---- |
| 人口數 | 67   | 78   | 71   | 79   | 75   | 102  | 121  | 165  | 134  | 134  | 135  | 154  | 159  |